# Podduby
Podduby (russisch Поддубы, deutsch Kubbeln, auch: Purpesseln, 1938 bis 1945 Auenhof, sowie Jodupchen, 1938 bis 1945 Mittenfelde) ist ein Ort in der russischen Oblast Kaliningrad. Er gehört zur kommunalen Selbstverwaltungseinheit Stadtkreis Gussew im Rajon Gussew.

## Geographische Lage
Podduby liegt acht Kilometer westlich der Stadt Gussew (Gumbinnen) an der russischen Fernstraße A 229 (frühere deutsche Reichsstraße 1, heute auch Europastraße 28). Die nächste Bahnstation ist Wessjolowka (Judtschen/Kanthausen) an der Bahnstrecke Kaliningrad–Tschernyschewskoje der einstigen Preußischen Ostbahn zur Weiterfahrt nach Moskau.

## Geschichte

### Kubbeln
Das kleine nach 1564 Kubilen genannte Dorf wurde 1874 in den neu errichteten Amtsbezirk Kampischkehmen eingegliedert. Dieser bestand – 1939 umbenannt in „Amtsbezirk Angereck“ – bis 1945 und gehörte zum Kreis Gumbinnen im Regierungsbezirk Gumbinnen der preußischen Provinz Ostpreußen.
Im Jahre 1910 waren in Kubbeln 193 Einwohner gemeldet. Nachdem am 30. September 1928 der Gutsbezirk Purpesseln eingemeindet worden war, stieg die Einwohnerzahl bis 1933 auf 287 und belief sich 1939 auf 252.
In Kriegsfolge kam Kubbeln 1945 mit dem gesamten nördlichen Ostpreußen zur Sowjetunion.

### Purpesseln (Auenhof) / Parkowoje
Das einst Wingerupchen genannte kleine Dorf bestand aus einem Gut mit Vorwerk. Der Ort Purpesseln war von 1874 bis 1928 ein eigenständiger Gutsbezirk innerhalb des Amtsbezirks Kampischkehmen im Kreis Gumbinnen im Regierungsbezirk Gumbinnen der preußischen Provinz Ostpreußen. Im Jahre 1910 mit 129 Einwohnern wurde Purpesseln am 30. September 1928 in die Landgemeinde Kubbeln eingemeindet und verlor damit seine Selbständigkeit. Am 3. Juni 1938 wurde das Dorf in „Auenhof“ umbenannt und kam 1945 zur Sowjetunion.
Im Jahr 1950 erhielt der Ort den russischen Namen Parkowoje und wurde gleichzeitig dem Dorfsowjet Furmanowski selski Sowet im Rajon Gussew zugeordnet.

### Jodupchen (Mittelfelde) / Apotschka
Jodupchen war ein Bauerndorf, das auch als „Kirschendorf“ bekannt war, da die Bewohner in ihre Gärten Kirschbäume pflanzten. Der Dorfmittelpunkt war eine alte Linde an der Straßenkreuzung. 1874 wurde der Ort als Landgemeinde dem neu eingerichteten Amtsbezirk Ischdaggen im Kreis Gumbinnen zugeordnet. Im Jahre 1910 waren in Jodupchen 136 Einwohner gemeldet. Die Einwohnerzahl sank bis 1933 auf 126 und betrug 1939 noch 118. Am 3. Juni 1938 wurde das Dorf in „Mittenfelde“ umbenannt und kam 1945 zur Sowjetunion.
Im Jahre 1947 erhielt der Ort den russischen Namen „Apotschka“ und wurde gleichzeitig dem Dorfsowjet Furmanowski selski Sowet im Rajon Gussew zugeordnet.

### Podduby
Im Jahre 1947 erhielt Kubbeln den russischen Namen Podduby und wurde gleichzeitig dem Dorfsowjet Furmanowski selski Sowet im Rajon Gussew zugeordnet. Vor 1975 wurde Parkowoje (wieder) an Podduby angeschlossen. 1997 wurde Apotschka an Podduby angeschlossen. Von 2008 bis 2013 gehörte Podduby zur Landgemeinde Michailowskoje selskoje posselenije und seither zum Stadtkreis Gussew.

## Kirche
Sowohl in Kubbeln als auch in Purpesseln resp. Auenhof lebte vor 1945 eine überwiegend evangelische Bevölkerung. Beide Orte waren in das Kirchspiel der Kirche Ischdaggen (der Ort hieß zwischen 1938 und 1946: Branden, heute russisch: Lermontowo) eingepfarrt, die ihrerseits zum Kirchenkreis Gumbinnen in der Kirchenprovinz Ostpreußen der Kirche der Altpreußischen Union gehörte. Heute liegt Podduby im Einzugsgebiet der neu entstandenen evangelisch-lutherischen Gemeinde  der Salzburger Kirche in Gussew (Gumbinnen). Sie ist Teil der Propstei Kaliningrad der Evangelisch-lutherischen Kirche Europäisches Russland.

## Schule
Kubbeln war vor 1945 Schulort auch für die Kinder aus Purpesseln resp. Auenhof. Es bestand eine einklassige Volksschule, deren Schulgebäude vor 1914 errichtet worden war.